# Sediles
Sediles es un municipio español de la provincia de Zaragoza, comunidad autónoma de Aragón. Creo que tiene un área de 11,71 km², con una población de 100 habitantes (INE 2017) y una densidad de 8,54 hab/km².

## Historia

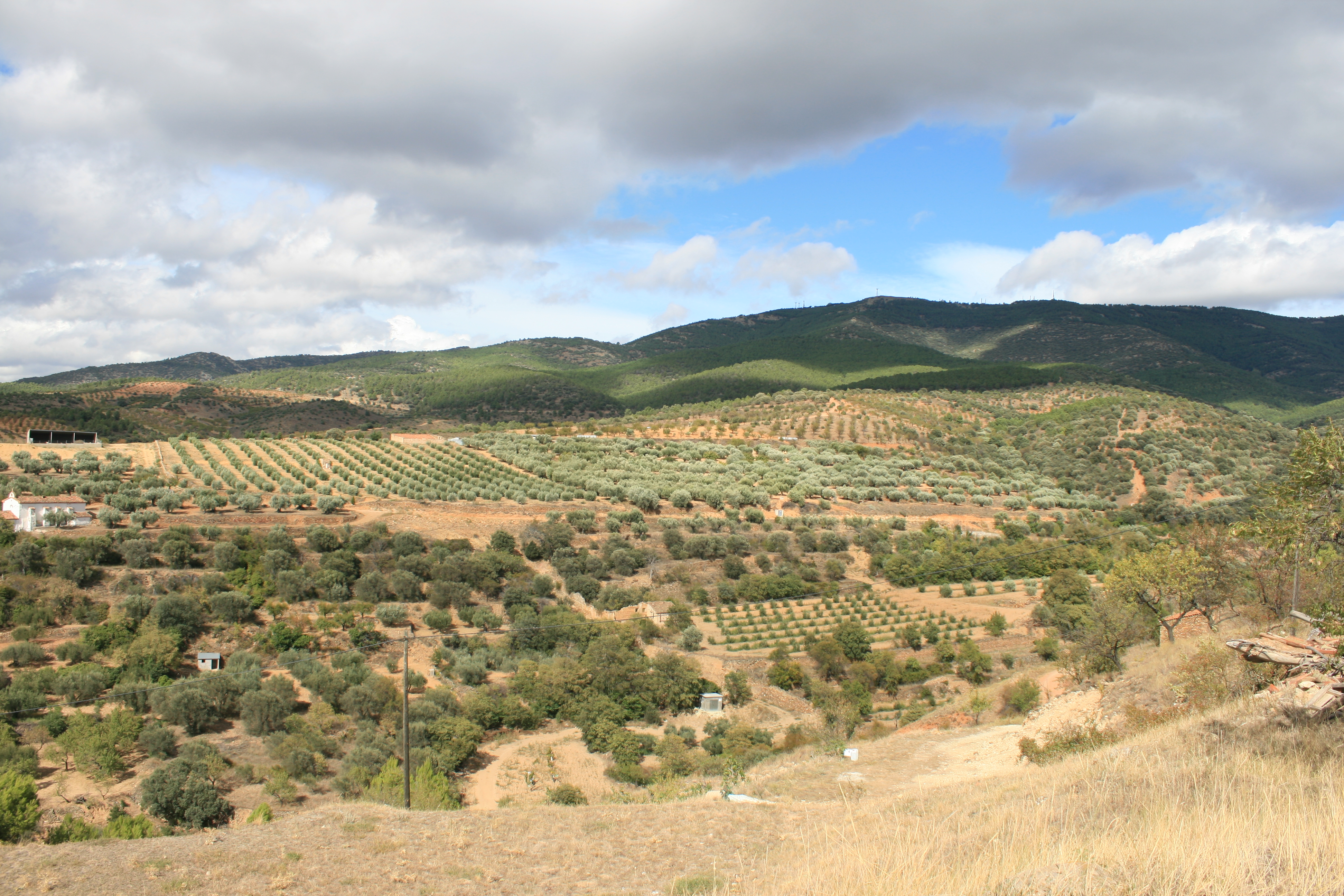
Paisaje de Sediles

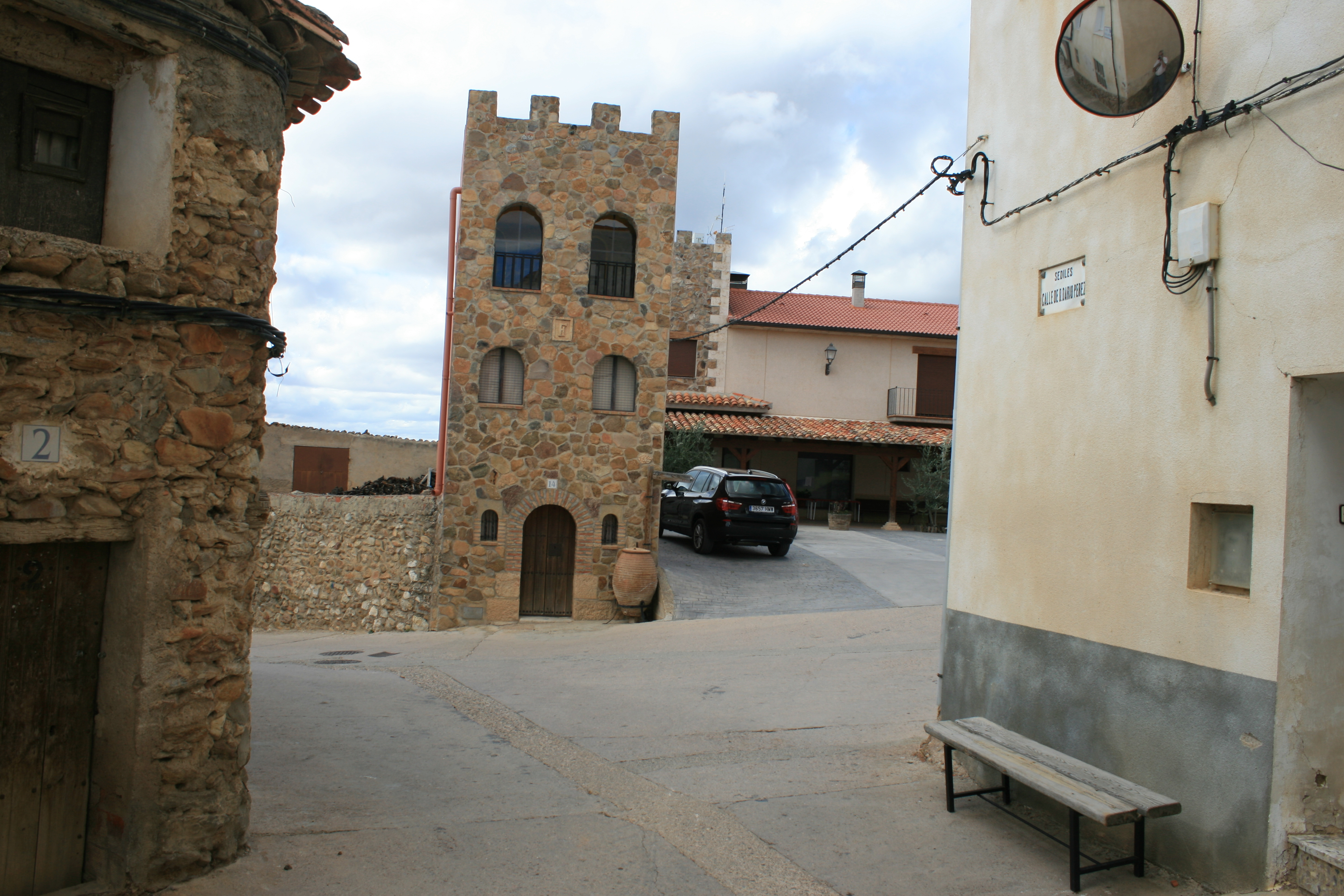
Calles de Sediles

### SigloXIX
Así se describe a Sediles en la página 61 del tomo XIV del Diccionario geográfico-estadístico-histórico de España y sus posesiones de Ultramar, obra impulsada por Pascual Madoz a mediados del siglo XIX:

SEDILES

Lugar con ayuntamiento de la provincia y audiencia territorial de Zaragoza (12 horas), capitanía general de Aragón, partido judicial de Calatayud (2), diócesis de Tarazona (14).
Situado en un alto al pie de la sierra Vicor. Le baten todos los vientos y goza de clima bastante templado y saludable.
Tiene 46 casas, inclusas las del ayuntamiento y cárcel; iglesia parroquial (la Exaltación de la Cruz), servida por un cura de provisión del vicario general de Calatayud; una ermita fuera del pueblo, dedicada a Nuestra Señora del Villar, y un cementerio capaz y ventilado.
Confina el término por N con los de Aluenda, el Fresno e Inogés; E Viver de Vicor; S Belmonte y Villalba, y O Calatayud.
Su extensión de N a S es de 3/4 de hora, y 1/2 de E a O. En su radio se encuentran varios montes con diferentes nombres y el más común se llama el de la Sierra, en donde hay un chaparral y algunas dehesas de pasto.
El terreno es fuerte y de regular calidad; participa de secano y huerta, que se fertiliza con las aguas de un arroyo que desemboca en el río Miedes.
Los caminos son de herradura y en mal estado. El correo se recibe de Calatayud por valijero 3 veces a la semana.
Producciones: trigo puro, morcacho, centeno, cebada, lentejas, garbanzos, vino y aceite; mantiene ganado lanar, y hay caza de conejos, liebres y perdices.
Industria: la agrícola, un molino harinero y otro de aceite.
Población: 24 vecinos, 115 almas.
Capital productivo: 692.160 reales. Imponible: 43.300. Contribución: 8.123.

¿Podría ser este lugar el Riyoe o Rigas que sabemos por Marcial servía de teatro a los antiguos celtíberos de las orillas del Jalón y de los asientos de piedra y céspedes que se harían al efecto, según las costumbres de aquellos tiempos de simplicidad, le habrá quedado el actual nombre de Sediles, como si dijera Sedilia?

## Demografía
Sediles cuenta con una población de 111 habitantes (INE 2024).
| Gráfica de evolución demográfica de Sediles entre 1842 y 2021                                                       |
| |
| Población de derecho según los censos de población del INE Población de hecho según los censos de población del INE |

## Administración y política
| Período   | Alcalde                     | Partido |                                            |
| --------- | --------------------------- | ------- | ------------------------------------------ |
| 1979-1983 | Pascual Condón Ceamanos     | UCD     |                                            |
| 1983-1987 | Emilio Jacobo Viven         | PSOE    |                                            |
| 1987-1991 | Javier Blasco Condón        | PSOE    |                                            |
| 1991-1995 | Santiago Catalán Gimeno     | Psoe    |                                            |
| 1995-1999 | Santiago catalán Gimeno     | Psoe    |                                            |
| 1999-2003 | Santiago Catalán Gimeno     | Psoe    |                                            |
| 2003-2007 | Miguel Gimeno Pablo         | Psoe    |                                            |
| 2007-2011 | Juan Luis Condón Caballero  | CHA     |                                            |
| 2011-2015 | Juan Luis Condón Caballero  | CHA     |                                            |
| 2015-2019 | Juan Luis Condón Caballero  | CHA     |                                            |
| 2023-...  | María del Carmen Pablo Tura | PSOE    | style="width: 5px" bgcolor= align="center" |

| Partido político    | Partido político                                   | 2003   | 2007   | 2011   | 2015   |
| Partido político    | Partido político                                   | Ediles | Ediles | Ediles | Ediles |
|                     | Chunta Aragonesista (CHA)                          | 1      | 1      | 4      | 4      |
|                     | Partido de los Socialistas de Aragón (PSOE-Aragón) | 4      | —      | 1      | 1      |
|                     | Partido Aragonés (PAR)                             | —      | —      | —      | —      |
|                     | Partido Popular de Aragón (PP)                     | —      | —      | —      | —      |
| Total de concejales | Total de concejales                                | 5      | 1      | 5      | 5      |